# جام جهانی ویوا ۲۰۱۰
جام جهانی ویوا ۲۰۱۰ (به انگلیسی: 2010 VIVA World Cup)، چهارمین جام جهانی ویوا، تورنمنت بین‌المللی برای فوتبال بود که در سال ۲۰۱۰ در گُزو برگزار شد و به تیم‌هایی که عضو فیفا نیستند در این مسابقات شرکت کردند. در این جام، پادانیا برای سومین بار متوالی قهرمان شد.
| قهرمان جام جهانی ویوا ۲۰۱۰ |
| پادانیا سومین بار          |
| -------------------------- |